# Sokołów (województwo zachodniopomorskie)
Sokołów – osada w Polsce położona w województwie zachodniopomorskim, w powiecie gryfickim, w gminie Gryfice.
W latach 1975–1998 miejscowość administracyjnie należała do województwa szczecińskiego.
Zobacz też inne miejscowości o nazwie Sokołów.